# Джессіка Бруєтт
Джессіка Ліз Бруєтт (англ. Jescia Lise Brouillette; нар. 12 червня 1995, Беррі, Онтаріо) — канадська борчиня вільного стилю, срібна та бронзова призерка Панамериканських чемпіонатів, чемпіонка Франкомовних ігор, бронзова призерка чемпіонатів світу серед студентів.

## Життєпис
Почала займатися аматорською боротьбою в 7 класі в школі принца Уельського та в клубі боротьби «K-Bay». Успішно виступала під час навчання в середній школі в Центральному колегіальному інституті Беррі. Вона виграла кілька індивідуальних титулів GBSSA, а також золото на провінційному рівні (OFSAA). Цей успіх призвів до міжнародних можливостей представляти Канаду як член кадетської, юніорської та старшої національних команд.
За перші 3 роки навчання в Університеті Брока Джессіка виграла 8 золотих, 3 срібні та 4 бронзові медалі на різних університетських, провінційних, національних та світових чемпіонатах з боротьби.
У 2017 році Джессіка виграла золото на Всесвітніх Франкофонних іграх (жінки — 63 кг) в Абіджані, Кот-д'Івуар. Вона також домінувала у своїй ваговій категорії на рівні канадського університету, посівши перше місце як на чемпіонаті OUA, так і на чемпіонаті CIS, і була названа найкращою борчинкою 2017 року на чемпіонаті CIS. У 2016 році Джессіка виграла бронзу на Всесвітніх університетських іграх 2016 року в Чорумі, Туреччина; виграла срібло на Чемпіонаті Онтаріо серед дорослих; здобула бронзу на Міжнародному турнірі за кубок Канади у Гвельфі. У жовтні 2017 року Джессіка була обрана для фінансової підтримки «Наступного покоління» (орієнтована на спортсменів із доказами успіху на подіумі на Олімпійських іграх 2024 року). У 2018 році Джессіка виступала за Канаду на Чемпіонаті світу в Будапешті. У ваговій категорії до 62 кг вона посіла тринадцяте місце. У 2018 році вона також стала «Спортсменкою року» в Університеті Брока. Вона була першою борчинею, яка виграла 5 командних національних чемпіонатів поспіль за кар'єру. Її вчетверте за кар'єру було названо учасницею першої збірної Канади USPORTS і учасницею зірок першої команди OUA. Крім того, Джессіка посіла перше місце на міжнародному турнірі «Кубок Канади» в Гвельфі. У 2019 здобула срібло Панамериканського чемпіонату в Буенос-Айресі та стала сімнадцятою на чемпіонаті світу. У 2020 виборола бронзу на Панамериканському чемпіонаті в Нурсултані, Казахстан.
Джессіка отримала ступінь бакалавра із соціології. Вона також проводить позашкільну програму активних ігор для маленьких дітей в YMCA в Сент-Кетерінс, а також судить місцеві турніри та проводить «Консультації з боротьби» по всьому Онтаріо.

## Спортивні результати на міжнародних змаганнях

### Виступи на Чемпіонатах світу
| Змагання                        | Збірна | Вагова категорія          | Місце |
| ------------------------------- | ------ | ------------------------- | ----- |
| Чемпіонат світу з боротьби 2018 | Канада | жіноча боротьба, до 62 кг | 13    |
| Чемпіонат світу з боротьби 2019 | Канада | жіноча боротьба, до 65 кг | 17    |

### Виступи на Панамериканських чемпіонатах
| Змагання                                   | Збірна | Вагова категорія          | Місце  |
| ------------------------------------------ | ------ | ------------------------- | ------ |
| Панамериканський чемпіонат з боротьби 2019 | Канада | жіноча боротьба, до 65 кг | Срібло |
| Панамериканський чемпіонат з боротьби 2020 | Канада | жіноча боротьба, до 62 кг | Бронза |
| Панамериканський чемпіонат з боротьби 2021 | Канада | жіноча боротьба, до 62 кг | 5      |

### Виступи на Кубках світу
| Змагання                    | Збірна | Вагова категорія | Місце |
| --------------------------- | ------ | ---------------- | ----- |
| Кубок світу з боротьби 2018 | Канада | команда          | 5     |

### Виступи на Франкомовних іграх
| Змагання              | Збірна | Вагова категорія          | Місце  |
| --------------------- | ------ | ------------------------- | ------ |
| Франкомовні ігри 2017 | Канада | жіноча боротьба, до 63 кг | Золото |

### Виступи на Чемпіонатах світу серед студентів
| Змагання                                        | Збірна | Вагова категорія          | Місце  |
| ----------------------------------------------- | ------ | ------------------------- | ------ |
| Чемпіонат світу з боротьби серед студентів 2016 | Канада | жіноча боротьба, до 63 кг | Бронза |

### Виступи на інших змаганнях
| Змагання                                                    | Збірна | Вагова категорія          | Місце  |
| ----------------------------------------------------------- | ------ | ------------------------- | ------ |
| Кубок Канади з боротьби 2015                                | Канада | жіноча боротьба, до 58 кг | 5      |
| Гран-прі Іспанії з боротьби 2015                            | Канада | жіноча боротьба, до 58 кг | 19     |
| Турнір міста Сассарі з боротьби 2016                        | Канада | жіноча боротьба, до 63 кг | 5      |
| Кубок Канади з боротьби 2016                                | Канада | жіноча боротьба, до 63 кг | Бронза |
| Міжнародний меморіал Білла Фаррелла 2016                    | Канада | жіноча боротьба, до 63 кг | Бронза |
| Кубок Канади з боротьби 2018                                | Канада | жіноча боротьба, до 62 кг | Золото |
| Гран-прі Іспанії з боротьби 2018                            | Канада | жіноча боротьба, до 62 кг | 7      |
| Міжнародний меморіал Дейва Шульца 2019                      | Канада | жіноча боротьба, до 62 кг | Золото |
| Klippan Lady Open 2019                                      | Канада | жіноча боротьба, до 62 кг | Срібло |
| Кубок Канади з боротьби 2019                                | Канада | жіноча боротьба, до 62 кг | Золото |
| Гран-прі Іспанії з боротьби 2019                            | Канада | жіноча боротьба, до 62 кг | 7      |
| Кубок Гранми і Серро-Пеладо з боротьби 2020                 | Канада | жіноча боротьба, до 62 кг | Срібло |
| Київський Міжнародний турнір з боротьби 2021                | Канада | жіноча боротьба, до 62 кг | 7      |
| Меморіал Маттео Пелліконе 2021                              | Канада | жіноча боротьба, до 62 кг | 5      |
| Олімпійський кваліфікаційний турнір з боротьби 2020 (Софія) | Канада | жіноча боротьба, до 62 кг | 17     |

### Виступи на змаганнях молодших вікових груп
| Змагання                                      | Збірна | Вагова категорія          | Місце |
| --------------------------------------------- | ------ | ------------------------- | ----- |
| Чемпіонат світу з боротьби серед кадетів 2011 | Канада | жіноча боротьба, до 52 кг | 10    |
| Чемпіонат світу з боротьби серед кадетів 2012 | Канада | жіноча боротьба, до 52 кг | 12    |
| Чемпіонат світу з боротьби серед юніорів 2015 | Канада | жіноча боротьба, до 59 кг | 5     |